# 발색단

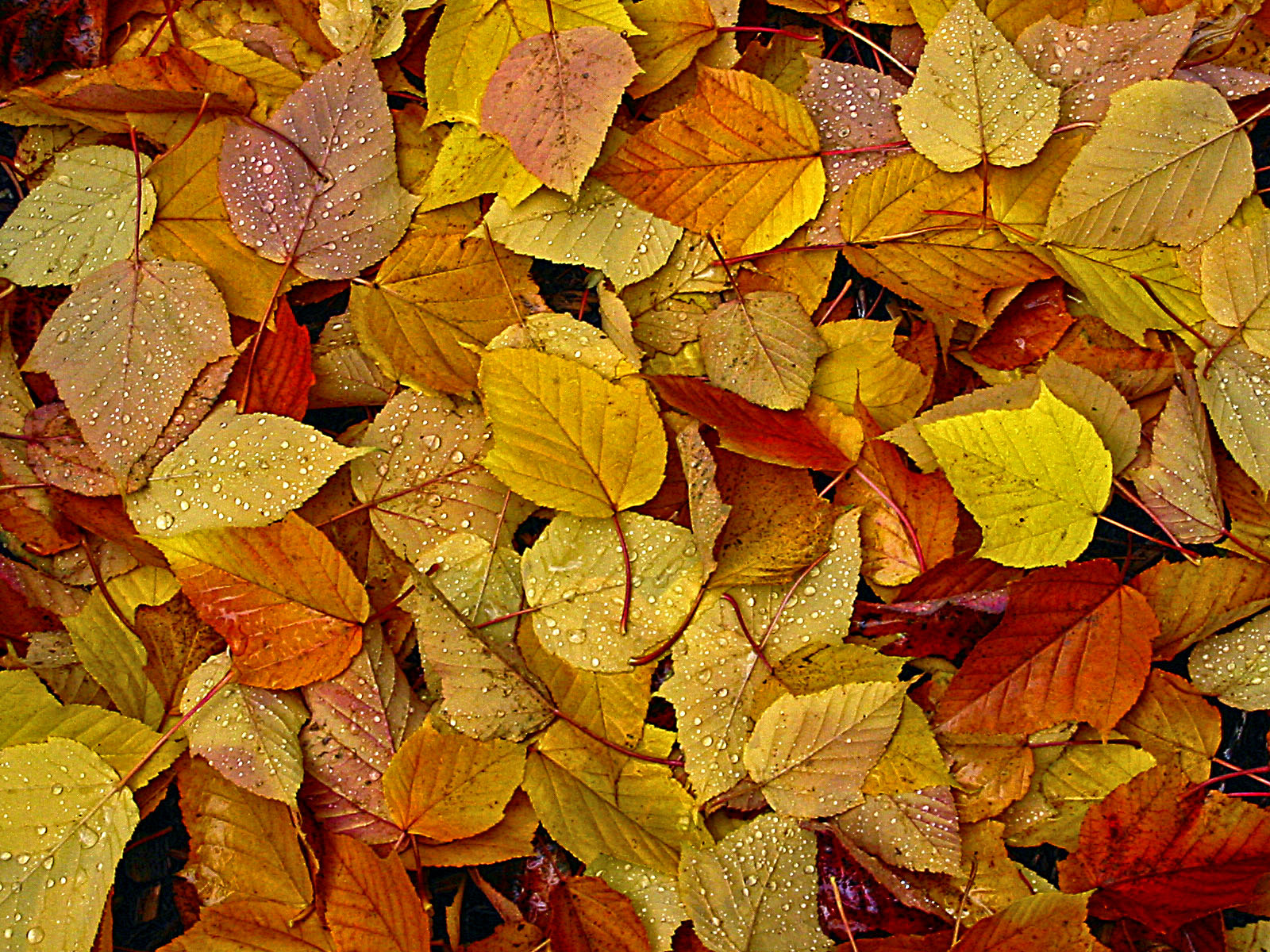
잎이 가을에 색을 바꾸는 이유는 발색단(엽록소 분자)이 분해되어 빨간 빛과 파란 빛의 흡수를 중단하기 때문이다.

발색단(Chromophore)은 색을 담당하는 분자의 일부이다. 우리 눈에 보이는 색은 가시광선의 특정 파장 스펙트럼 내에서 반사 물체에 흡수되지 않은 빛의 색이다. 발색단은 두 개의 분리된 분자 궤도 사이의 에너지 차이가 가시 스펙트럼(비공식적 맥락에서 정밀 조사 중인 스펙트럼) 범위 내에 속하는 분자 내 영역이다. 따라서 발색단에 닿는 가시광선은 전자를 바닥 상태에서 들뜬 상태로 여기시킴으로써 흡수될 수 있다. 빛 에너지를 포착하거나 감지하는 역할을 하는 생물학적 분자에서 발색단은 빛에 닿을 때 분자의 형태 변화를 일으키는 부분이다.

## 같이 보기
- 생물 색소
- 색소포
- 리트머스 시험지
- 안료
- 분광학
- 우드워드 규칙
- 옵신
- 레티날